# Estación de Nanterre-Préfecture
La estación de Nanterre-Préfecture es una estación ferroviaria francesa del municipio de Nanterre (departamento de Hauts-de-Seine), de la línea de Auber a Saint-Germain-en-Laye, abierta el 1 de octubre de 1973, constituyendo entonces un embrión de la línea A del RER, siendo hoy una de las estaciones del tramo central de la misma.

## La estación
La estación es una estación subterránea ubicada cerca de la prefectura de Hauts-de-Seine. Por ella pasan los trenes de la línea A del RER.
Su explotación corresponde a la RATP. En esta estación se efectúa el cambio de conductores entre los de la SNCF y los de la RATP para los trenes de las ramas de Cergy-le-Haut (A3) y de Poissy (A5).
Es también una bifurcación entre las ramas Oeste de la línea, gestionadas por ambas empresas, la de Saint-Germain-en-Laye- explotada por la RATP y las de Poissy y Cergy-le-Haut por la SNCF.

## Servicios
Por la estación pasan los siguientes servicios
- en la rama de Saint-Germain-Escoda-, un tren cada 10 minutos en las horas valle, 12 en las punta, y 15 por las noches;
- en la rama de Poissy, un tren cada 20 minutos en las horas valle, 12 en las punta, y 30 por las noches;
- en la rama de Cergy-le-Haut, un tren cada 10 minutos en las horas valle y punta, cada 20 minutos los fines de semana, y cada 30 por la noche;
- en dirección de París, Boissy-Saint-Léger y Marne-la-Vallée - Chessy, 15 trenes/hora en las horas valle, 18 en las horas punta, 12 los fines de semana y 8 por las noches.

## Intermodalidad
Por la estación pasan las líneas de autobús 160, 163, 259 y 276 de la RATP.

## En sus proximidades
Paris La Défense Arena

## Galería de fotografías

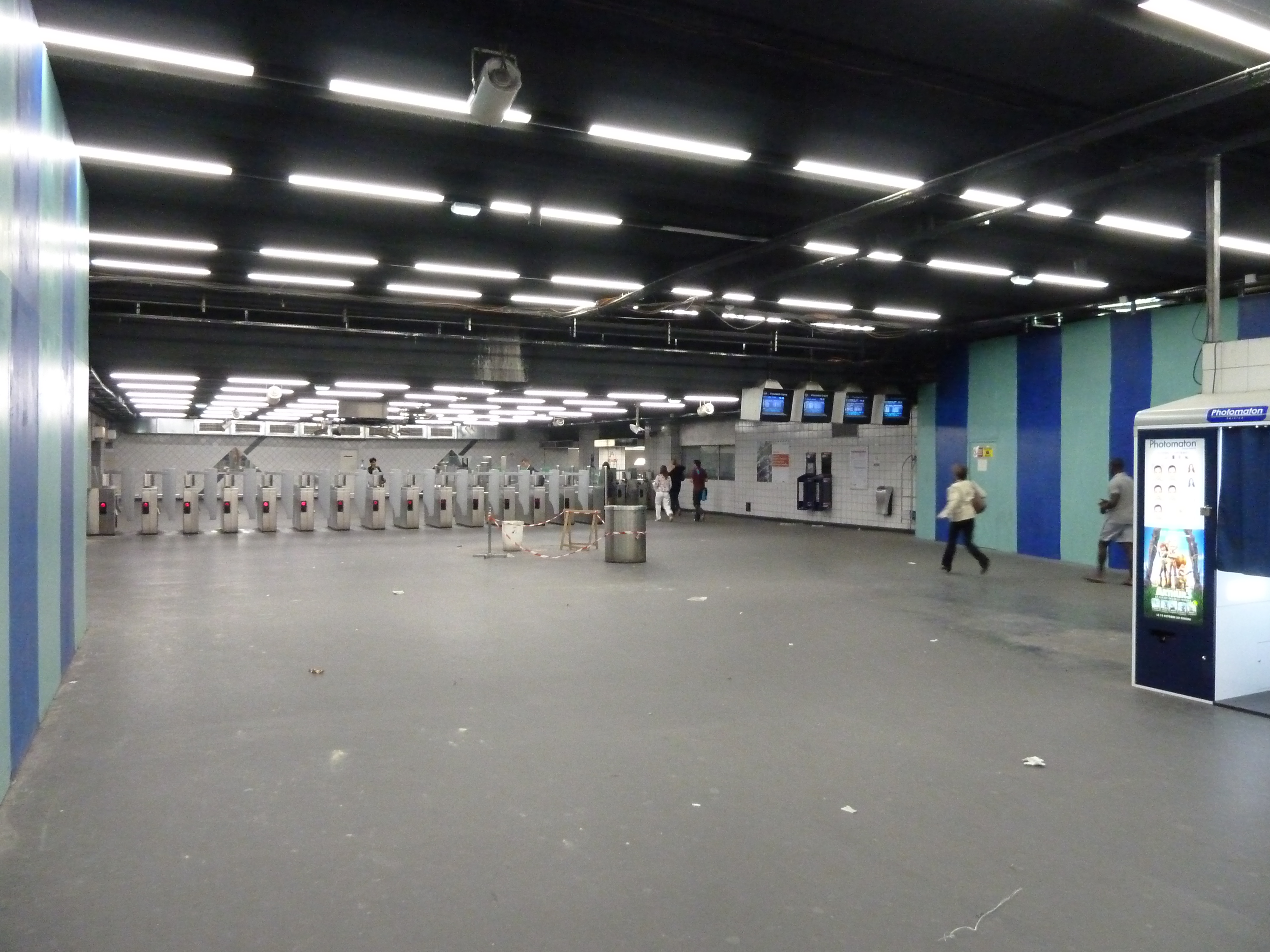
Transbordo.
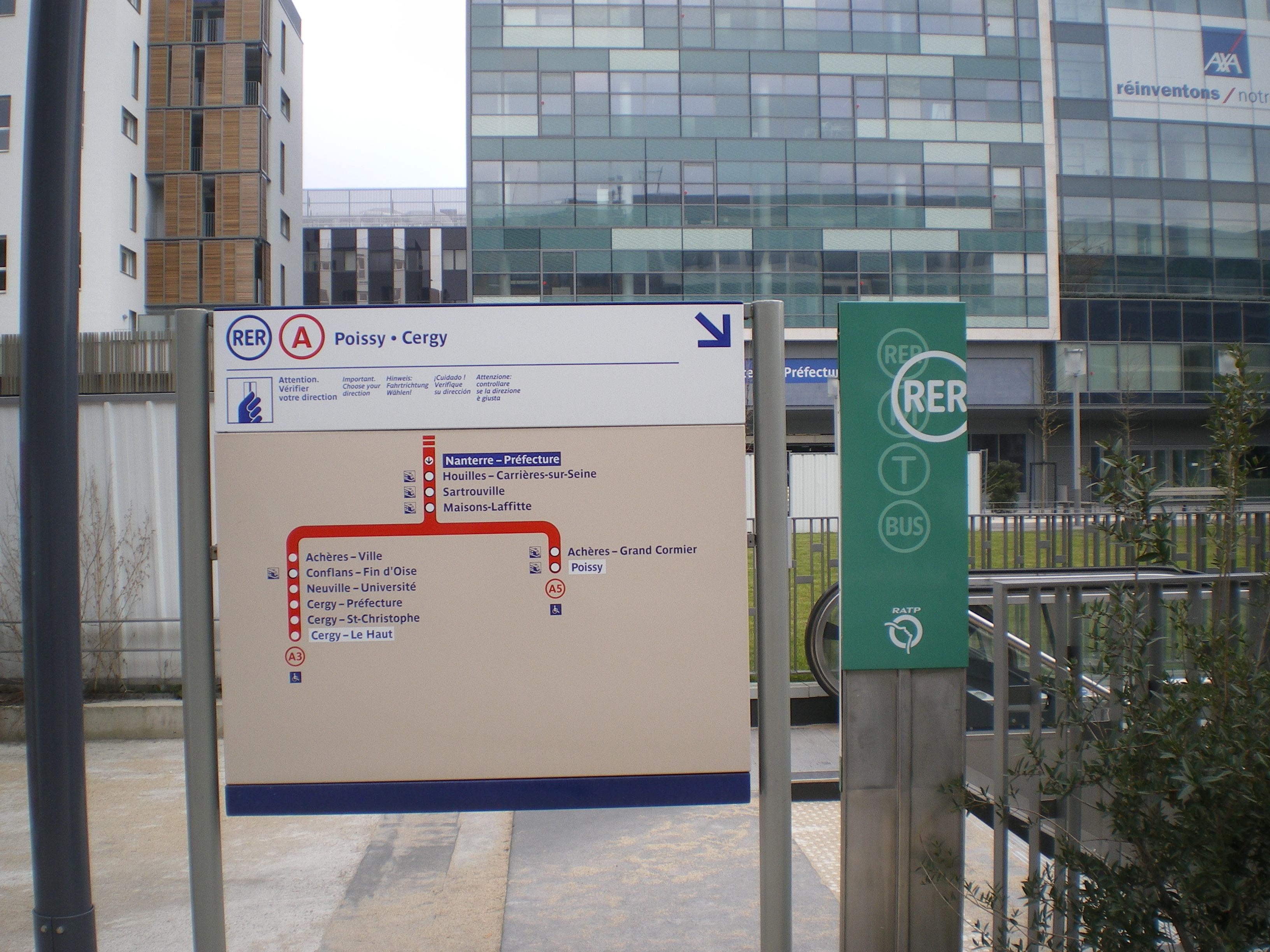
Acceso a los andenes de las ramas de Cergy y de Poissy

- Datos: Q2556326
- Multimedia: Gare de Nanterre-Préfecture / Q2556326